# Nudlung Island
Nudlung Island är en ö i Kanada.   Den ligger i territoriet Nunavut, i den östra delen av landet, 2 600 km norr om huvudstaden Ottawa. Arean är 29,1 kvadratkilometer.
Terrängen på Nudlung Island är lite kuperad. Öns högsta punkt är 583 meter över havet. Den sträcker sig 7,8 kilometer i nord-sydlig riktning, och 9,0 kilometer i öst-västlig riktning.